# Houssine Rahimi
Houssine Rahimi (in arabo حُسَيْن رَحِيمِيّ‎?; Casablanca, 4 febbraio 2002) è un calciatore marocchino, attaccante dell'Al-Ain.

## Biografia
È fratello minore di Soufiane Rahimi.

## Carriera

### Club
Cresciuto nel settore giovanile del Raja Casablanca, ha debuttato in prima squadra il 10 settembre 2021 nell'incontro di Botola 1 Pro vinto 1-0 contro lo Youssoufia Berrechid proprio grazie ad una sua rete; nel gennaio del 2022 è passato in prestito al Rapide Oued Zem.
Rientrato a Casablanca, vi è rimasto una stagione per poi trascorrere quella successiva in prestito al Jeunesse Soualem, dove ha realizzato 4 reti in 20 incontri. L'anno successivo, tornato nuovamente fra le fila del club biancoverde, si è resto protagonista di un'ottima stagione dal punto di vista personale che lo ha visto conquistare la classifica marcatori di Botola 1 Pro con 11 gol in 22 partite.
L'8 giugno 2025 è stato acquistato a titolo definitivo dagli emiratini dell'Al-Ain, per partecipare all'edizione inaugurale del Mondiale per club FIFA.

### Nazionale
Nel 2021 ha giocato 3 partite con la nazionale marocchina Under-23, senza mai segnare.

## Statistiche

### Presenze e reti nei club
| Stagione        | Squadra          | Campionato      | Campionato | Campionato | Coppe nazionali | Coppe nazionali | Coppe nazionali | Coppe continentali | Coppe continentali | Coppe continentali | Altre coppe | Altre coppe | Altre coppe | Totale | Totale | Totale |
| Stagione        | Squadra          | Comp            | Pres       | Reti       | Comp            | Pres            | Reti            | Comp               | Pres               | Reti               | Comp        | Pres        | Reti        | Pres   | Reti   |        |
| --------------- | ---------------- | --------------- | ---------- | ---------- | --------------- | --------------- | --------------- | ------------------ | ------------------ | ------------------ | ----------- | ----------- | ----------- | ------ | ------ | ------ |
| 2021-gen. 2022  | Raja Casablanca  | B1              | 5          | 1          | CM              | 0               | 0               | CAF CL             | 2                  | 1                  | -           | -           | -           | 7      | 2      |        |
| gen.-giu. 2022  | Rapide Oued Zem  | B1              | 5          | 0          | CM              | 1               | 0               | -                  | -                  | -                  | -           | -           | -           | 6      | 0      |        |
| 2022-2023       | Raja Casablanca  | B1              | 14         | 0          | CM              | 2               | 0               | CAF CL             | 1                  | 0                  | -           | -           | -           | 17     | 0      |        |
| 2023-2024       | Jeunesse Soualem | B1              | 19         | 4          | CM              | 1               | 0               | -                  | -                  | -                  | -           | -           | -           | 20     | 4      |        |
| 2024-2025       | Raja Casablanca  | B1              | 22         | 11         | CM              | 2               | 0               | CAF CL             | 4                  | 0                  | -           | -           | -           | 28     | 11     |        |
| giu. 2025       | Al-Ain           | PL              | 0          | 0          | CUAE+CdL        | 0               | 0               | ACL                | 0                  | 0                  | CI+CmC      | 0           | 0           | 0      | 0      |        |
| Totale carriera | Totale carriera  | Totale carriera | 65         | 16         |                 | 6               | 0               |                    | 7                  | 1                  |             | 0           | 0           | 78     | 17     |        |

## Palmarès

### Club

#### Competizioni nazionali
- Coppa del Marocco: 1

Raja Casablanca: 2022-2023

### Individuale
- Capocannoniere della Botola 1 Pro: 1

2024-2025 (11 reti)